# Kovová vazba

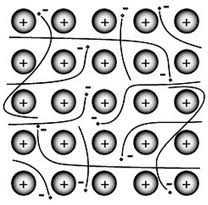
Ilustrace kovové vazby - volné elektrony se pohybují mezi kladně nabitými ionty

Kovová vazba je typ chemické vazby, která vzniká mezi atomy kovů nebo slitin. Její příčinou jsou elektrostatické přitažlivé sily mezi volně pohyblivými elektrony a kladně nabitými kovovými ionty. Lze ji popsat jako sdílení volných valenčních elektronů mezi strukturou kladně nabitých kationtů, které vytvářejí pravidelnou krystalovou mřížku.
Delokalizované volně se pohybující elektrony v kovové krystalové mřížce se nazývají elektronový oblak, neboť jejich chování se do jisté míry podobá chování částic plynu. Elektronový plyn se také nazývá fermigas podle italského fyzika Enrica Fermiho.
Překrýváním energeticky stejných valenčních elektronových orbitalů v krystalu kovu vznikají společné energetické pásy. V těchto pásech se mohou elektrony volně pohybovat a dodávat tak látce specifické vlastnosti kovů. Je to především elektrická vodivost, tepelná vodivost, kovový lesk, pevnost, tažnost, kujnost, lesk a neprůhlednost (opacita).
Kovová vazba je jedním z typů vazeb, mezi které dále patří kovalentní a iontová vazba. Od kovalentní vazby se kovová vazba liší především nedostatkem elektronů schopných vazby. Kovovou vazbu tak lze charakterizovat jako extrémně delokalizovanou komunální formu kovalentní vazby s nedostatkem elektronů.

## Vznik kovové vazby

Vznik uzlových bodů a elektronového plynu v kovové vazbě

Předpokladem pro vznik kovové vazby je, že:
- počet elektronů ve vnějším obalu je malý a je menší než koordinační číslo,
- ionizační energie nezbytná pro odštěpení těchto vnějších elektronů je malá (menší než 10 eV).

Vznik kovové vazby mezi atomy lze popsat jednoduchým modelem:
- Kladně nabité kovové ionty (kationty), které jsou těsně vedle sebe, se periodicky uspořádávají do mřížky a vytvoří uzlové body mřížky.
- Vnější elektrony (valenční elektrony) jsou jen slabě vázány ke kladně nabitým iontům, a proto se od nich snadno oddělují. Neustále se přesouvají z jednoho atomu na druhý a nejsou spojeny s žádnou konkrétní dvojicí atomů.
- Tyto elektrony jsou delokalizované a mohou se v mřížce volně pohybovat. V daném časovém okamžiku se tak kolem atomového jádra pohybuje velké množství elektronů a atom se tím blíží stabilnímu elektronovému uspořádání vzácného plynu.

Například hořčík má ve valenční sféře 2 valenční elektrony v atomovém orbitalu 3s2. Při vzniku kovové vazby dochází k překryvu orbitalů 3s a prázdných 3p orbitalů, přičemž orbitaly p mohou obsahovat až 6 elektronů. Proto je molekulový orbital hořčíku zaplněn jen z jedné čtvrtiny. Jeho valenční elektrony ale mohou snadno přecházet do volných molekulových orbitalů a vytvářet tak elektronový plyn.

## Krystalová (kovová) mřížka

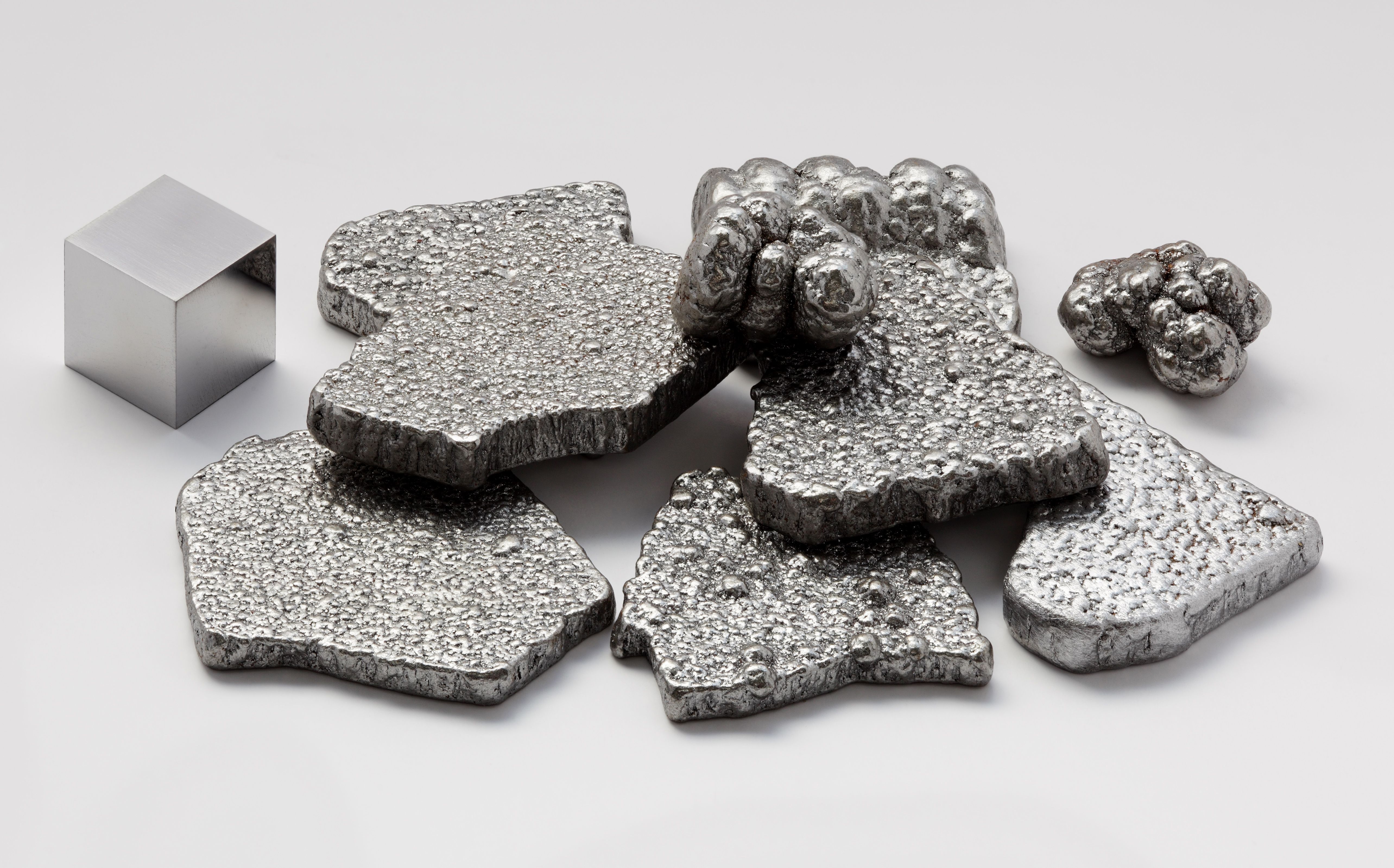
Železo - krychlová mřížka

Kladně nabitá atomová jádra kovů vytvářejí pravidelnou krystalovou mřížku (kovovou mřížku neboli kovový krystal), která je tvořena uzlovými body. Čím jsou uzlové body k sobě blíže, tím je kov tvrdší, ale křehčí. V opačném případě je kov měkčí, kujný a snadno se upravuje. Při kování se díky delokalizaci vazebných elektronů jednotlivé vrstvy krystalové mřížky po sobě volně posouvají.
Nejčastější krystalovou mřížkou u kovů je krychlová a šesterečná:
- Krychlová plošně centrovaná mřížka se vyskytuje v alkalických kovech, kovech alkalických zemin, hliníku, mědi, stříbru, zlatě nebo platinových kovech. Charakteristickým rysem této mřížky je vysoká tažnost a kujnost kovů.
- Krychlová prostorově centrovaná mřížka je častá a stabilní u přechodných kovů díky směrové vazbě mezi d-orbitaly. Vyskytuje se u velmi křehkých a tvrdých kovů, jako jsou wolfram, chrom a železo (čistá litina je křehká).

- Šesterečná se vyskytuje například v poměrně křehkých kovech - hořčíku, titanu, kobaltu a zinku.

## Vlastnosti kovů

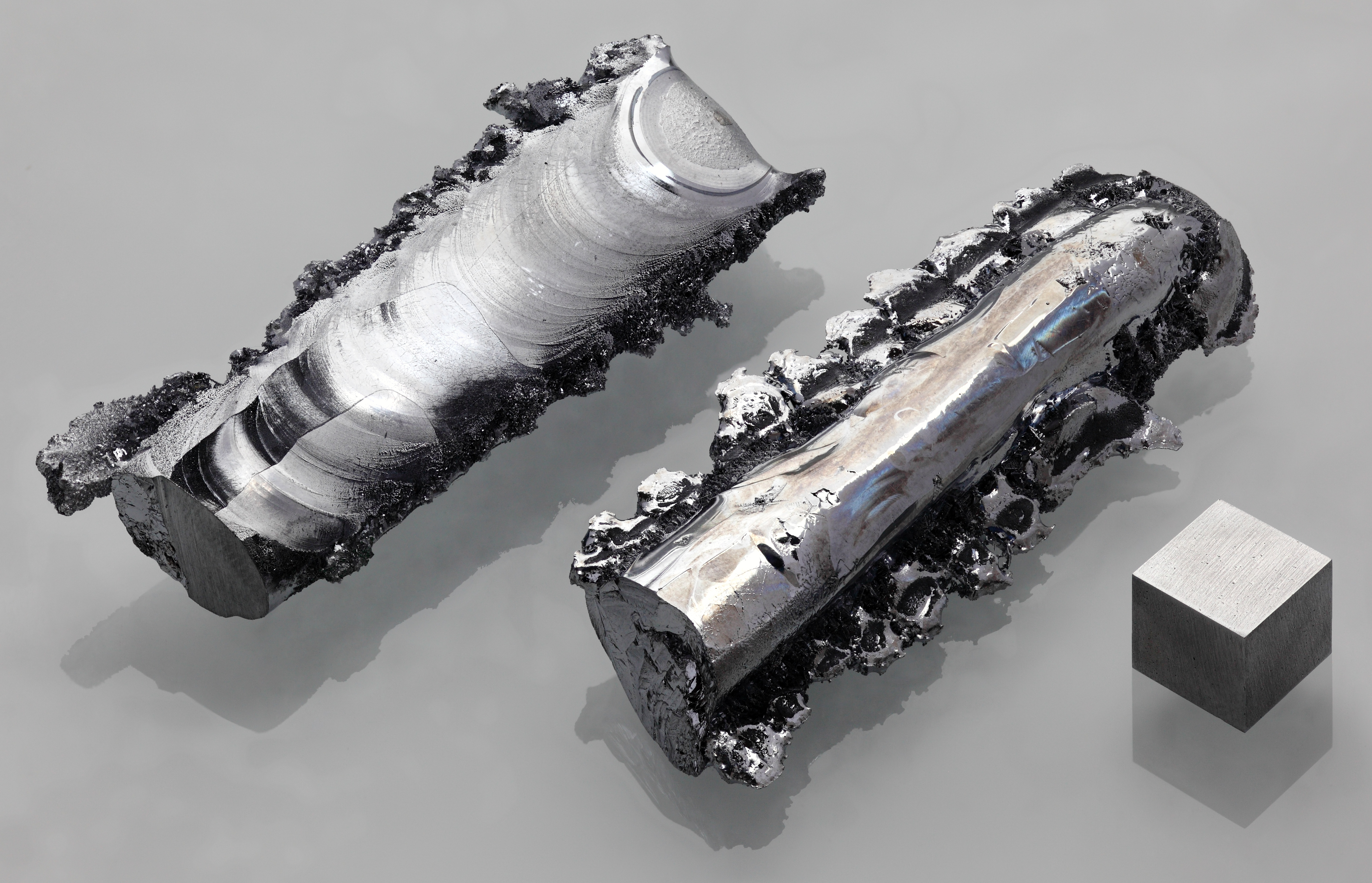
Chrom - vysoký lesk

Vlastnosti kovů jsou z velké části určeny vlastnostmi jejich kovové vazby. Jak již bylo řečeno, její vysvětlení vychází z představy moderní teorie kovů. Podle ní jsou valenční elektrony atomů tvořících kov volně sdílené mezi všemi atomy, takže kovové ionty jsou obklopeny a prostoupeny elektronovým plynem. Přítomnost takových volných elektronů velmi dobře vysvětluje tvorbu kationtů, nízkou elektronegativitu, pravidelnou krystalickou mřížku a charakteristické vlastnosti kovů jako je vysoká tepelná a elektrická vodivost, kovový lesk nebo neprůhlednost:

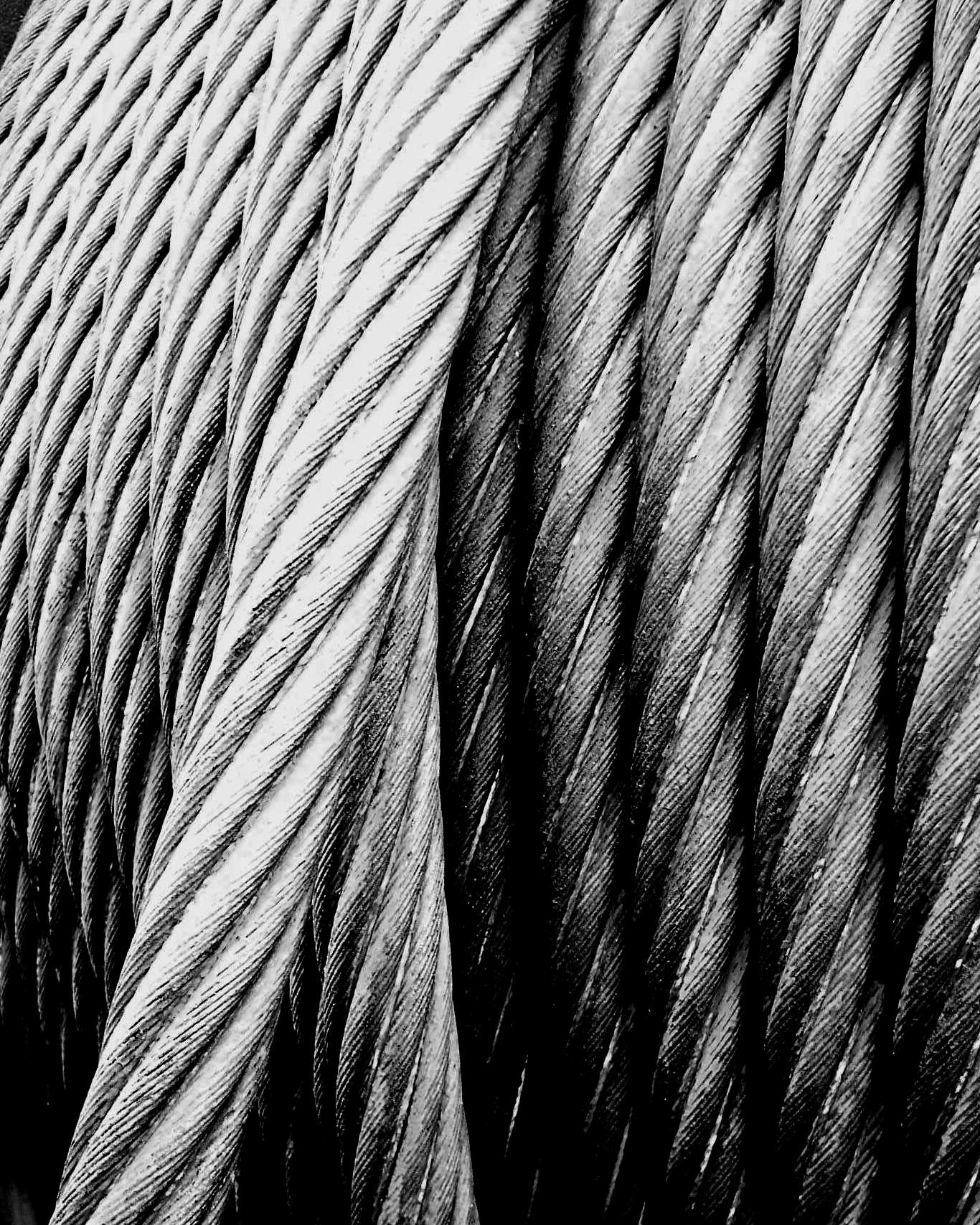
Ocel - vysoká tažnost a kujnost.

- Ocel - vysoká tažnost a kujnost.Elektrická vodivost - většina kovů je vynikajícím elektrickým vodičem, protože elektrony v elektronovém plynu se mohou volně pohybovat. S rostoucí teplotou elektrická vodivost kovů klesá, neboť zvýšení teploty způsobí zvětšení amplitudy i frekvenci kmitání jader atomů kolem jejich rovnovážných poloh. Čím více jádra atomů kmitají, tím více překážejí elektronům v jejich uspořádaném pohybu.
- Tepelná vodivost - většina kovů je dobrým tepelným vodičem, protože elektronový plyn je tvořen snadno pohyblivými elektrony, které díky své pohyblivosti snadno přenášejí nejen elektrickou, ale také tepelnou energii. Tepelná vodivost kovů, stejně jako elektrická vodivost, klesá se zvyšující se teplotou.
- Tažnost - kovy mohou být nataženy do tenkých drátů, protože vazby mezi atomy mohou být snadno přerušeny a deformovány. Jednotlivé atomy nebo celé listy se mohou posunovat, aniž by se zcela oddělily.
- Kujnost - kovy jsou tvárné nebo schopné tvarování, protože vazby mezi atomy se snadno rozpadají a deformují.
- Kovový lesk - kovy mají kovový lesk, neboť elektronový plyn odráží fotony od jejich hladkého povrchu.
- Neprůhlednost - kovy jsou neprůhledné, neboť odraz světla na kovovém povrchu a absorpce jeho neodražené části způsobí, že světlo nemůže proniknout do kovu. Kovy se proto nejčastěji jeví jako šedé nebo modré.
- Vysoká hustota - silná přitažlivost mezi atomy v kovových vazbách způsobuje jejich vysokou hustotu.
- Relativně vysoká teplota tání a varu - vyplývá z vazebných sil mezi kationty a volně se pohybujícími elektrony. Ty se sice pohybují všemi směry, ale přesto vytvářejí poměrně silné elektrostatické vazby.